# 1313 Berna
1313 Berna este un asteroid din centura principală, descoperit pe 24 august 1933, de Sylvain Arend.